# Au-dessus de la mêlée
Au-dessus de la mêlée  (Über dem Getümmel) ist ein Text über den Ersten Weltkrieg, den der französische Schriftsteller und Pazifist Romain Rolland am 15. September 1914 schrieb und als Beilage zum Journal de Genève vom 22. September veröffentlichte. Unter dem Titel Au-dessus de la mêlée wurde im November 1915 in einer Ausgabe der Librairie Paul Ollendorff auch eine Reihe von Artikeln versammelt, die er zu Beginn des Konflikts in der Schweiz geschrieben hatte und die vom 29. August 1914 bis zum 1. September 1915 in verschiedenen Zeitschriften erschienen waren. Der Artikel erschien in einer Zeit der „vergifteten Atmosphäre gegenseitiger Anklage und Schuldzuweisung“ (Urs Bitterli).

## Kurzeinführung
Der Artikel trug ursprünglich den Titel Au-dessus de la haine (Über dem Hass). Romain Rolland ließ die Druckfahnen in letzter Minute korrigieren, um den neuen Titel durchzusetzen, da ihm der erste Titel wohl zu konventionell und fade erschien. Dieser endgültige Titel brachte ihm großes Unverständnis in der Öffentlichkeit ein, insbesondere in zahlreichen anonymen Briefen (in denen er als 'Germain Rolland' (d. h. als „Germane Rolland“) bezeichnet wurde). Der gewählte Titel erweckte nämlich fälschlicherweise den Eindruck, dass der Autor dem aktuellen Konflikt keine Bedeutung beimaß und sich selbst als 'über den Dingen stehend' betrachtete. Tatsächlich handelte es sich jedoch lediglich um einen Aufruf an alle Menschen, diesen Konflikt mit ein wenig Perspektive zu betrachten.
Anfang November 1915 kündigte die Presse an, dass der Literaturnobelpreis an Romain Rolland verliehen werden sollte, was von den nationalistischen Intellektuellen Frankreichs als nationaler Affront empfunden wurde. Einige Tage später, als sich die Kritik in der Presse überschlug, und möglicherweise aufgrund von diplomatischem Druck, gab die Schwedische Akademie bekannt, dass sie 1915 doch keinen Literaturpreis verleihen würde.
Im darauffolgenden Jahr verlieh sie den Preis jedoch an Romain Rolland für das Jahr 1915 „als Anerkennung für den großen Idealismus in seinen Schriften und für die Sympathie und Wahrheit, mit der er verschiedene Menschentypen gemalt hat“. In einem Artikel in der Revue d'histoire littéraire de la France heißt es, dass sich „die Sympathie“ und „die Wahrheit, mit der er verschiedene Menschentypen gemalt hat“ zwar auf seinen Roman Jean-Christophe beziehen, „der Idealismus seiner Schriften“ sich aber „offensichtlich nicht nur auf Jean-Christophe, sondern auch auf die Sammlung Au-dessus de la mêlée bezieht, die Rolland im kriegsbefürwortenden Lager so viele Beleidigungen eingebracht hat“.
Der Schweizer Schriftsteller und Pamphletist William Vogt – der Sohn des Materialisten Carl Vogt – verfasste 1916 eine lebhafte Erwiderung auf Rollands Text.